# Coon Valley
Coon Valley is een plaats (village) in de Amerikaanse staat Wisconsin, en valt bestuurlijk gezien onder Vernon County.

## Demografie
Bij de volkstelling in 2000 werd het aantal inwoners vastgesteld op 714. In 2006 is het aantal inwoners door het United States Census Bureau geschat op 703, een daling van 11 (-1,5%).

## Geografie
Volgens het United States Census Bureau beslaat de plaats een oppervlakte van 2,8 km², geheel bestaande uit land.

## Plaatsen in de nabije omgeving
De onderstaande figuur toont nabijgelegen plaatsen in een straal van 20 km rond Coon Valley.